# Theodor Ježdík
Theodor Ježdík (9. listopadu 1889, Kladno – 27. února 1967, Praha) byl profesorem hydrologie a úprav vodních toků a základů vodního stavitelství a vodního hospodářství na Českém vysokém učení technickém v Praze. V letech 1955–1960 byl jeho rektorem.

## Život

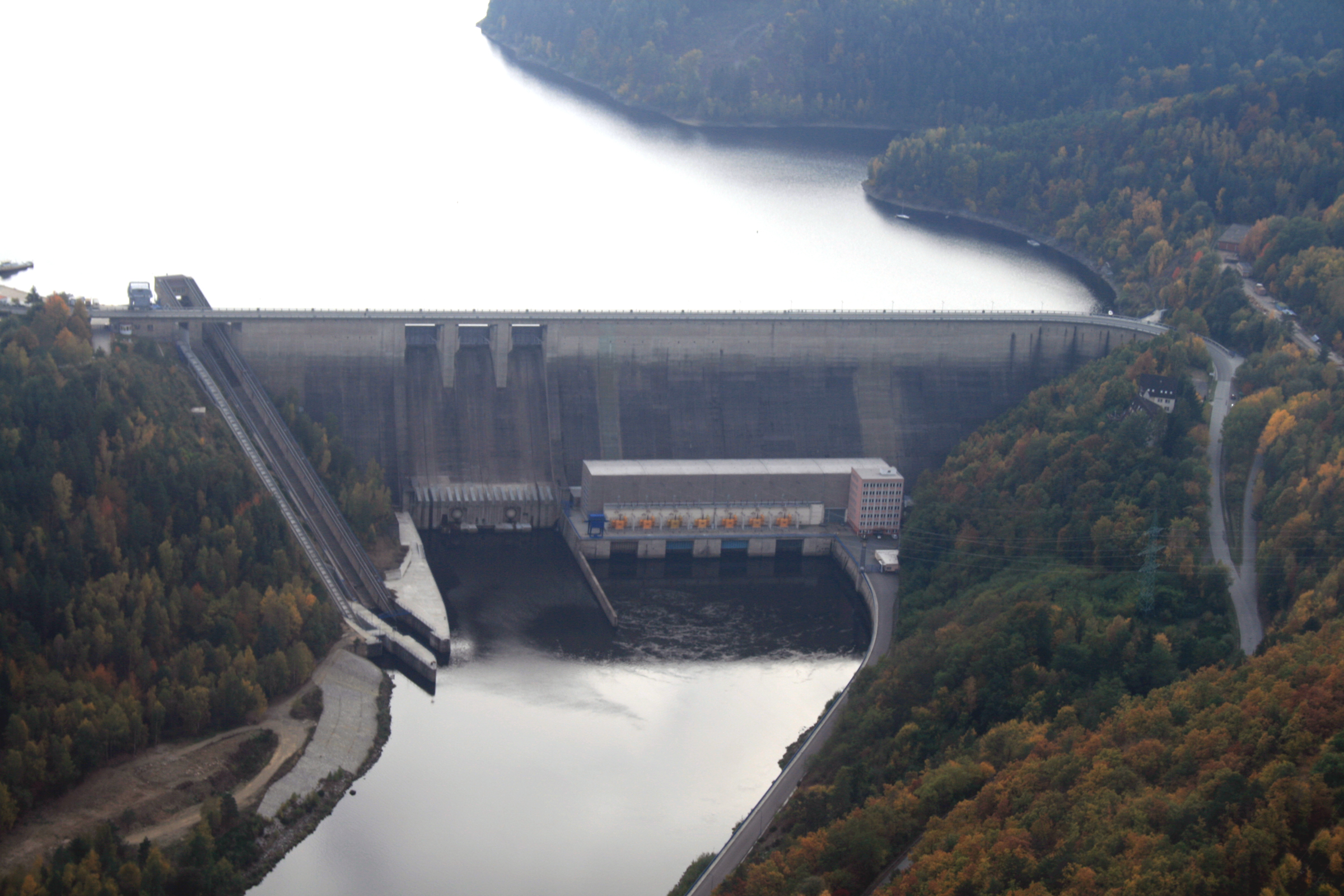
Přehradní hráz Orlík, letecký pohled

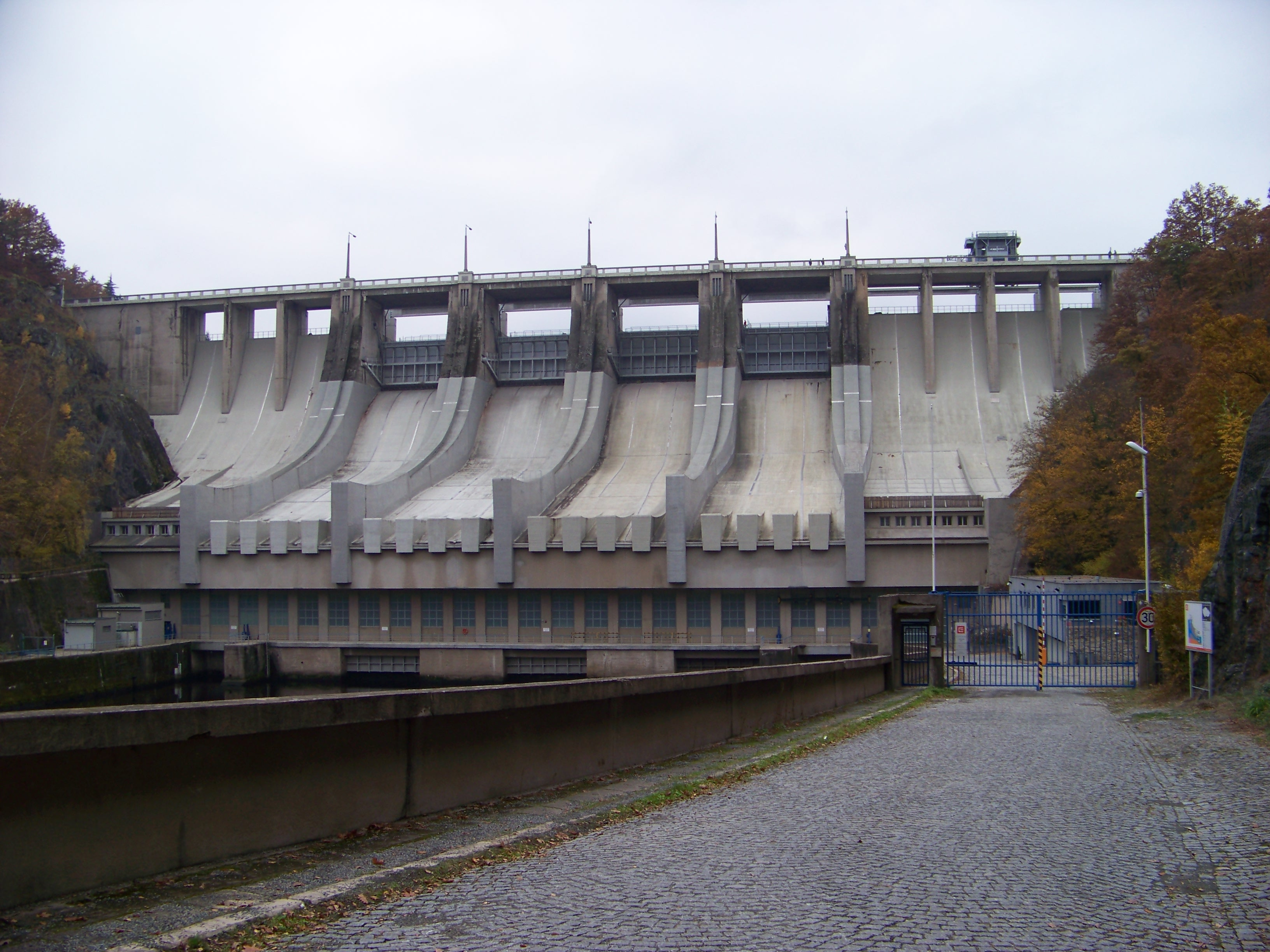
Slapská přehrada

Narodil se v Kladně. Jeho otec byl stavbyvedoucím u stavební firmy Lanna. Maturoval na staroměstské reálce v roce 1907. V témže roce se zapsal na stavební obor České vysoké školy technické v Praze. Studium absolvoval s vyznamenáním v roce 1912. Nejprve pracoval jako praktikant v mostním oddělení ministerstva veřejných prací ve Vídni. Od roku 1914 byl zaměstnán u stavební firmy Ing. Mysliveček. Podílel se na regulaci řeky Cidliny a Doubravky. Záhy byl odveden a zbytek války strávil ve vojenské službě.
V roce 1919 nastoupil na Český zemský správní výbor v Praze, oddělení pro využití vodní energie. Podílel se na projektech úpravy vodních toků Otava, Vydra, Orlice a Jizera a stavbách na nich. Projektoval hydroelektrárny v Liticích, Potštejně, Spálově, na Černém jezeře a projekt hráze na řece Blanici u Husince.
Pedagogickou činnost zahájil v roce 1924 na Ukrajinské hospodářské akademii v Poděbradech. V roce 1928 habilitoval a začal přednášet na Vysoké škole inženýrského stavitelství ČVUT v Praze, kde suploval předměty hydrologie a úpravy vodních toků. v roce 1929 byl jmenován mimořádným profesorem. V roce 1930 byl povolán na školu jako stálý zaměstnanec. V roce 1934 byl jmenován řádným profesorem hydrologie a úprav vodních toků a základů vodního stavitelství a vodního hospodářství. Po úmrtí profesora Antonína Jílka v roce 1934 byl pověřen správou Ústavu pro hydrauliku, vodní nádrže a využití vodní energie. V akademickém roce 1937–1938 byl děkanem Fakulty inženýrského stavitelství.
Po uzavření českých vysokých škol v roce 1939 projektoval přečerpávací elektrárnu ve Štěchovicích a zabýval se také projektem průplavu Dunaj-Odra-Labe z Přerova k Labi.
Po druhé světové válce pokračoval v pedagogické práci na ČVUT. V letech 1955–1960 byl rektorem ČVUT. Podílel se na stavbách vodních děl Slapy, Lipno a Orlík. Dále projektoval mosty a lanové dráhy.
Je autorem vědeckých prací z oborů hydraulika, úpravy toků, stabilita přehrad a vodní hospodářství.

## Ocenění
- 1954 Řád republiky
- 1957 čestný titul doktora technických věd (dr. h. c.) Českého vysokého učení technického v Praze[2]
- 1959 čestný doktorát Karlovy univerzity v Praze.
- 1964 Zlatá plaketa "Za zásluhy o vědu a lidstvo ČSAV“.